# Axa (Suisse)
Pour Winterthur assurances avant la fusion de 2006, voir Winterthur assurances.
Pour les articles homonymes, voir Axa (homonymie).

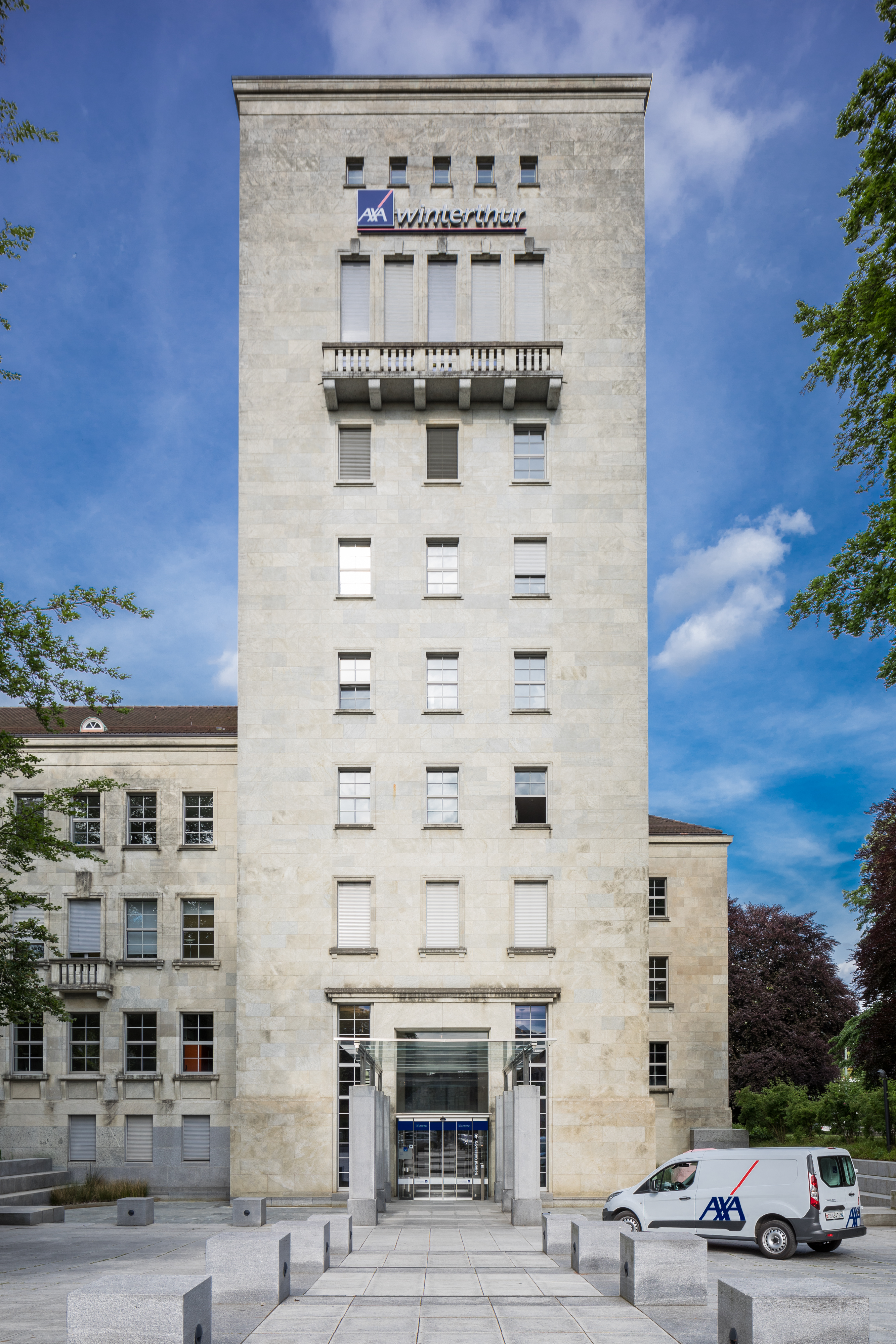
Tour administrative du siège social d'AXA à Winterthur

AXA Assurances SA (marque: AXA Suisse), dont le siège est à Winterthour, est une compagnie d’assurance suisse, filiale du groupe d’assurance français AXA. Avec une part de marché d’environ 17,7% dans le domaine des assurances de dommages, AXA Suisse est le premier assureur en Suisse (chiffres de 2022). L’offre d’AXA Suisse comprend un vaste éventail de produits et de services innovants en matière de mobilité, de santé, de prévoyance et d’entrepreneuriat. Elle s’étend des assurances de personnes, de choses, de la responsabilité civile et de la protection juridique à l’assurance-vie, en passant par la prévoyance santé et la prévoyance professionnelle.

## Faits et chiffres sur AXA Suisse
- Volume d’affaires de 5,6 milliards de francs[2]
- Plus grosse part de marché dans les assurances de dommages avec 17,7%
- Effectif total: 4500 personnes et 3000 dans la distribution
- Le plus dense réseau de distribution parmi les assureurs suisses avec plus de 340 agences et agences générales indépendantes et près de 3000 collaborateurs et collaboratrices de vente au service exclusif d’AXA Suisse
- 40% des entreprises en Suisse assurées par AXA Suisse
- Environ 2 millions de clientes et clients
- Seul assureur suisse à posséder son propre service de recherche accidentologique
- Existence depuis 1875

## Histoire d’AXA Suisse
Fin 2006, le groupe d’assurance français AXA rachète l’entreprise fondée en 1875 sous le nom de Winterthur Assurances et reprend par là même les activités de cette dernière à l’étranger. Après la fusion de la maison mère suisse de la Winterthur avec l’ancienne filiale suisse d’AXA, la nouvelle entité intègre dès 2007 le giron du Groupe AXA, sous le nom d’AXA Winterthur. En 2018, AXA Winterthur supprime «Winterthur» de sa raison sociale, s’alignant ainsi sur la stratégie internationale de marque unique («ONE Brand») du Groupe AXA.

## Structure de l’entreprise
La marque AXA Suisse regroupe deux sociétés indépendantes sur les plans juridique et comptable: AXA Assurances SA et AXA Vie SA. AXA Suisse est intégralement détenue par la compagnie d’assurance française AXA.

## Directoire et Conseil d’administration
AXA Suisse est dirigée par un Directoire de neuf personnes, lui-même présidé par Fabrizio Petrillo depuis le 1er janvier 2018. Le Conseil d’administration compte huit membres. Il est présidé par Antimo Perretta.

## Activités
En matière d’assurances de dommages, AXA Suisse propose aux particuliers des solutions d’assurance complètes dans les secteurs suivants: Habitat et Propriété, Véhicules et Voyages, Prévoyance et Patrimoine, Droit, Cyber et Accidents. AXA Suisse opère également dans le domaine de la prévoyance santé avec une offre de solutions d’assurances-maladie complémentaires.
AXA Suisse offre aux entreprises des assurances et des solutions de prévoyance (LPP). Les solutions de fondations collectives semi-autonomes d’AXA permettent aux grandes entreprises de proposer une caisse de pension allant bien au-delà de l’assurance de base, sans devoir assumer elles-mêmes les tâches de gestion.

## Assurance de protection juridique
AXA-ARAG Protection juridique SA est une filiale d’AXA Suisse, autonome et indépendante sur le plan juridique. Elle propose des assurances de protection juridique ainsi que d’autres services juridiques aux particuliers et aux entreprises en Suisse. Avec un volume de primes de 135,9 millions de francs et 256 collaborateurs et collaboratrices répartis entre le siège principal de Zurich et les sites de Lausanne et Lugano, AXA-ARAG compte parmi les leaders de l’assurance de protection juridique en Suisse.
Histoire de l’entreprise
- La «Winterthur» Société d’Assurances de Protection juridique est fondée en 1978.
- En 1998, la Winterthur Protection juridique fusionne avec l’assureur allemand de protection juridique ARAG.
- À la suite du rachat de Winterthur Assurances en 2006, le Groupe AXA détient la majorité d’AXA-ARAG depuis 2007.

## La promesse de marque «Know You Can»
Pour avancer, il faut croire en soi. AXA est là pour accompagner ses clients et ses clientes. Croire en soi, en son talent et en ses compétences mène aux plus belles réussites. AXA encourage ses clientes et clients à croire en eux, même dans les situations difficiles: «Know You Can».

## Sponsoring
AXA soutient le football féminin suisse en tant que partenaire principal de la ligue et des compétitions de la Coupe de Suisse et, depuis 2023, en tant que sponsor principal de l’association FI9. Cette association, fondée en août 2019, porte le nom de la footballeuse Florijana Ismaili, disparue prématurément. Florijana Ismaili a joué pour l’équipe nationale suisse et le BSC YB-Frauen, où elle portait le numéro 9. Tout au long de sa carrière, elle a encouragé les filles et les jeunes femmes qui souhaitent s’essayer au football féminin, échanger et s’entraîner ensemble. L’association FI9 poursuit aujourd’hui ce travail et organise des formations pour les filles et les jeunes femmes à différents endroits dans toute la Suisse.

## Stratégie climatique
AXA poursuit une stratégie climatique articulée autour de deux objectifs principaux: la réduction continue des émissions de CO2 et l’adaptation au changement climatique. Des objectifs qu’AXA entend atteindre aussi bien en sa qualité d’assureur, d’investisseur et d’entreprise que comme acteur de la société.
En tant qu’assureur, AXA propose à sa clientèle davantage de produits et de services respectueux de l’environnement. En tant qu’investisseur, elle cherche à réduire en continu l’empreinte carbone de ses placements. En tant qu’entreprise, elle sensibilise son personnel aux enjeux climatiques et réduit les émissions de ses activités opérationnelles. Enfin, en tant qu’acteur de la société, elle noue des partenariats afin de protéger ce qui compte vraiment, notamment la biodiversité en Suisse avec l’initiative «Flora Futura».

## Flora Futura
Pour marquer son 150e anniversaire en 2025, AXA a décidé de revaloriser une surface de quelque deux millions de m2 en faveur de la biodiversité en Suisse, soit un mètre carré pour chaque cliente et chaque client. De là est née l’initiative «Flora Futura», qui s’inscrit dans la nouvelle stratégie climatique de l’entreprise. Avec le concours d’agences de protection de l’environnement, AXA a déjà évalué diverses surfaces en vue d’une revalorisation de la biodiversité et lancé de premiers projets. De nouveaux projets seront régulièrement évalués ces prochaines années dans le but de créer, en cette période de changement climatique, des surfaces de biodiversité supplémentaires dans toutes les régions et de contribuer ainsi à la qualité de vie de la population suisse.
1. ↑  « Rapport sur le marché de l’assurance 2022 »
2. ↑  « Résultats annuels 2022: croissance dans toutes les branches »
3. ↑  « Histoire d’AXA Suisse »
4. ↑  « Directoire »
5. ↑  « Conseil d’administration »
6. ↑  « Offres pour les particuliers »
7. ↑  « Assurance-maladie complémentaire »
8. ↑  « Offres pour les entreprises »
9. ↑  « Votre sécurité juridique au quotidien »
10. ↑  « AXA s’engage en faveur du football féminin »
11. ↑  « Stratégie climatique »
12. ↑  « Contribution au développement de la biodiversité »